# Gold Coast City
Koordinaten: 28° 0′ S, 153° 25′ O

Die Gold Coast City ist ein lokales Verwaltungsgebiet (LGA) im australischen Bundesstaat Queensland. Das Gebiet ist 1334 km² groß und hat 625.087 Einwohner (Stand: 2021). 2016 betrug die Einwohnerzahl etwa 556.000 Einwohner.

## Geografie
Die Gold Coast ist die südlichste LGA des Staats an der Ostküste und grenzt an New South Wales. Die Zentren der Hauptstadt Brisbane und der Gold Coast sind etwa 70 km voneinander entfernt.
Der Verwaltungssitz der LGA befindet sich im Stadtteil Surfers Paradise, der etwa 23.700 Einwohner hat. Weitere Stadtteile umfassen Advancetown, Alberton, Arundel, Ashmore, Austinville, Beechmont, Benowa, Biggera Waters, Bilinga, Bonogin, Broadbeach, Broadbeach Waters, Bundall, Burleigh Heads, Burleigh Waters, Carbrook, Carrara, Cedar Creek, Clagiraba, Clear Island Waters, Coolangatta, Coombabah, Coomera, Currumbin, Currumbin Valley, Currumbin Waters, Elanora, Gaven, Gilberton, Gilston, Guanaba, Helensvale, Highland Park, Hollywell, Hope Island, Jacobs Well, Kingsholme, Labrador, Lower Beechmont, Luscombe, Main Beach, Maudsland, Mermaid Beach, Mermaid Waters, Merrimac, Miami, Molendinar, Mount Nathan, Mudgeeraba, Natural Bridge, Nerang, Norwell, Numinbah Valley, Ormeau, Ormeau Hills, Oxenford, Pacific Pines, Palm Beach, Paradise Point, Parkwood, Pimpama, Reedy Creek, Robina, Runaway Bay, South Stradbroke, Southern Moreton Bay Islands, Southport, Springbrook, Stapylton, Steiglitz, Tallai, Tallebudgera, Tallebudgera Valley, Tugun, Upper Coomera, Varsity Lakes, Willow Vale, Wongawallan, Woongoolba, Worongary und Yatala.

## Geschichte
Ab den 60er Jahren des 19. Jahrhunderts begann die Besiedlung der South Coast, wie die Gold Coast bis in die 1950er Jahre hieß. 1948 schlossen sich Southport und Coolangatta zum South Coast Town zusammen und nannten sich 1958 Gold Coast, ein Jahr später wurden sie zur City erhoben.

## Verwaltung
Der Gold Coast City Council hat 15 Mitglieder. 14 Councillor werden von den Bewohnern der 14 Divisions (Wahlbezirke) gewählt. Der Ratsvorsitzende und Mayor (Bürgermeister) wird zusätzlich von allen Bewohnern der City gewählt.